# Sportiva
Sportiva（スポルティーバ）は集英社が発行しているスポーツ雑誌である。

## 概要
2002年3月25日、5月号として創刊。日本で開催されたサッカー・ワールドカップをターゲットとし、創刊号の表紙には中田英寿を起用した。発行人は鈴木碕夫、編集人は倉林徹夫。キャッチは「スポーツ観戦力強化マガジン」。特別付録として「ワールドカップ・ベストゴール」DVDが綴じられていた。
サッカーを始め様々なスポーツを総合的に扱っており、スポーツ総合誌の老舗「Sports Graphic Number」を追随している。
当初は月刊誌で、毎月25日に発売されていたが、2010年4月25日発売の6月号をもって定期刊行を停止した。その後は不定期でオリンピック特集号などを刊行するとともに、Web版の運営を続けている。

## 主な連載
- 江夏豊の夢野球紀行
- コムスメに勝つ!小出義雄の女子カントク術
- 三田紀房のドラゴン流 縁側応援団